# Aeroportul Thangool
Aeroportul Thangool (IATA: THG, ICAO: YTNG) este un aeroport din Queensland, Australia ce deservește zona Thangool⁠(d). A fost numit după zona deservită.
Situat la o altitudine de 196 m, aeroportul dispune de o singură pistă. Este operat de Shire of Banana⁠(d).